# 세겜
세겜(/ˈʃɛkəm/ 히브리어: שְׁכֶם Šəḵem, hbo; 사마리아 히브리어: ࠔࠬࠥࠊࠝࠌ Šăkēm), 또는 시켐(/ˈsɪkəm/ 고대 그리스어: Συχέμ Sykhém[*])은 레반트 남부에 존재했던 고대 도시다. 아마르나 문서에서 가나안 도시로 언급되며, 이후 구약성경에서는 통일 이스라엘 왕국이 분열된 후 북이스라엘 왕국의 첫 번째 수도로 등장한다. 여호수아기 21장 20~21절에 따르면, 이 도시는 에브라임 지파의 영토에 속해 있었다. 북이스라엘 왕국이 멸망한 후 쇠퇴했으나 이후 헬레니즘 시대에는 중요한 사마리아인 중심지로 다시 부상했다.
전통적으로 나블루스와 동일시되었으나, 현재 세겜은 요르단강 서안 지구의 발라타 알-발라드 교외에 있는 인근 유적지인 텔 발라타로 확인되었다.

## 지리적 위치

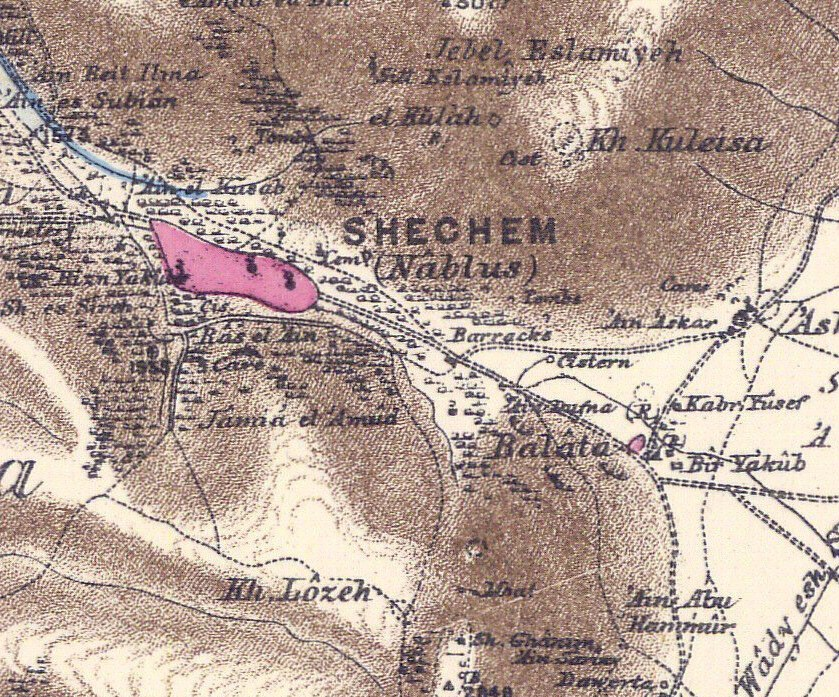
1880년대 PEF 팔레스타인 조사에서의 발라타. 나블루스가 성경 속 세겜의 위치로 명시되어 있으며, 이는 현재 텔 발라타와의 동일시와는 대조적이다.

세겜의 위치는 구약성경에 명시되어 있다. 예루살렘에서 북부 지역으로 가는 주요 도로상에 있는 벧엘과 실로 북쪽에 위치했으며, 믹므닷, 도단에서 가까운 거리에 있었다. 이곳은 에브라임 지파의 산악 지대에 위치했으며, 게리짐산 바로 아래에 있었다. 이러한 사실은 플라비우스 요세푸스가 에발산과 게리짐산 사이에 도시가 위치했다고 언급함으로써 입증되며, 마다바 지도도 세겜이 "투르 고벨"(에발)과 "투르 가리짐"(게리짐) 두 쌍 중 하나 사이에 위치한다고 기록하고 있다. 교부 문서에서는 세겜의 유적지가 플라비아 네아폴리스(나블루스) 도시와 거의 예외 없이 동일시되거나 인접한 곳에 위치한다고 기록되어 있다.

## 역사
세겜은 가나안을 통과하는 중요한 교역로의 중심에 위치하여 고대 상업 중심지였다. 오래된 "족장들의 길" 교역로는 남북 방향으로 뻗어 있다.

### 동기 시대
세겜의 가장 오래된 주거지는 약 5천 년 전 동기 시대(기원전 3500~3000년)로 거슬러 올라간다. 당시에는 이미 농경이 행해지고 있었다.

### 초기 청동기 시대
청동기 시대 초기에는 활동이 인근의 키르베트 마크네 엘-파우카 지역으로 옮겨진 것으로 보인다. 세겜이 기원전 3천년기 에블라 점토판에 언급되었다고 보는 이들도 있으나, 정설은 아니다.

### 중기 청동기 시대

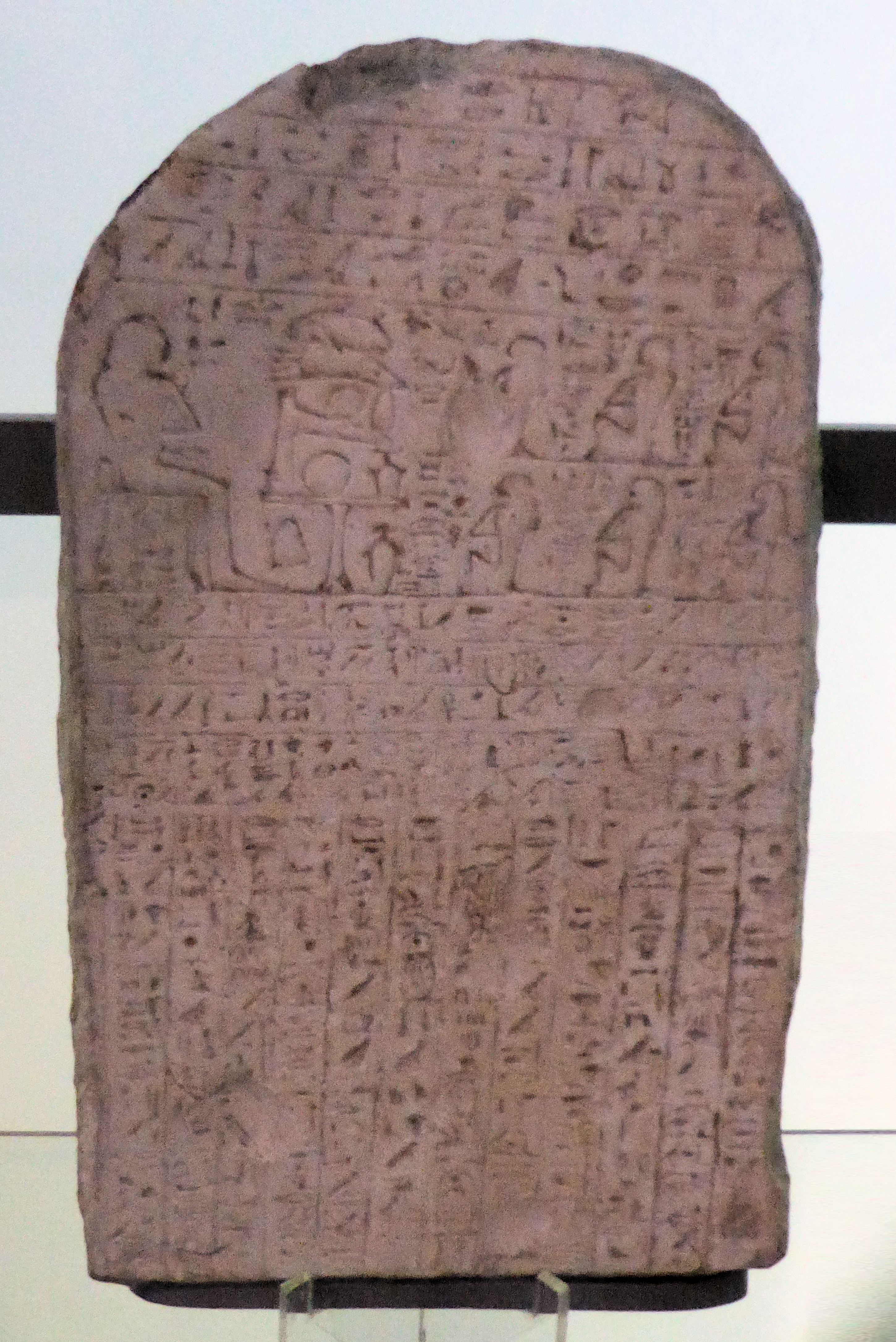
세누스레트 3세(재위: 기원전 1878–1839년)의 통치 시대로 거슬러 올라가는 세베크-쿠 스텔레는 레반트에서 이집트군의 가장 초기 알려진 군사 작전을 기록하고 있다. 텍스트에는 "그때 세크멤이 비참한 레테누와 함께 함락되었다"고 기록되어 있는데, 여기서 세크멤(s-k-m-m)은 세겜으로 추정되며, "레테누" 또는 "레테누"는 레반트의 한 민족이다.

세겜에서 첫 실질적인 건축 활동(층서 XXII-XXI)은 중기 청동기 시대 IIA(기원전 1900년경)로 거슬러 올라간다. 이곳은 매우 중요한 가나안 정착지가 되었으며, 세누스레트 3세(기원전 1880~1840년경) 궁정의 귀족이었던 세베크-쿠 스텔레라는 고대 이집트 비석에 언급된 바와 같이 이집트의 공격을 받았다.

#### 중기 청동기 IIB
방어 시설은 중기 청동기 IIB(XX-XIX)에 건설되었다.

### 후기 청동기 시대

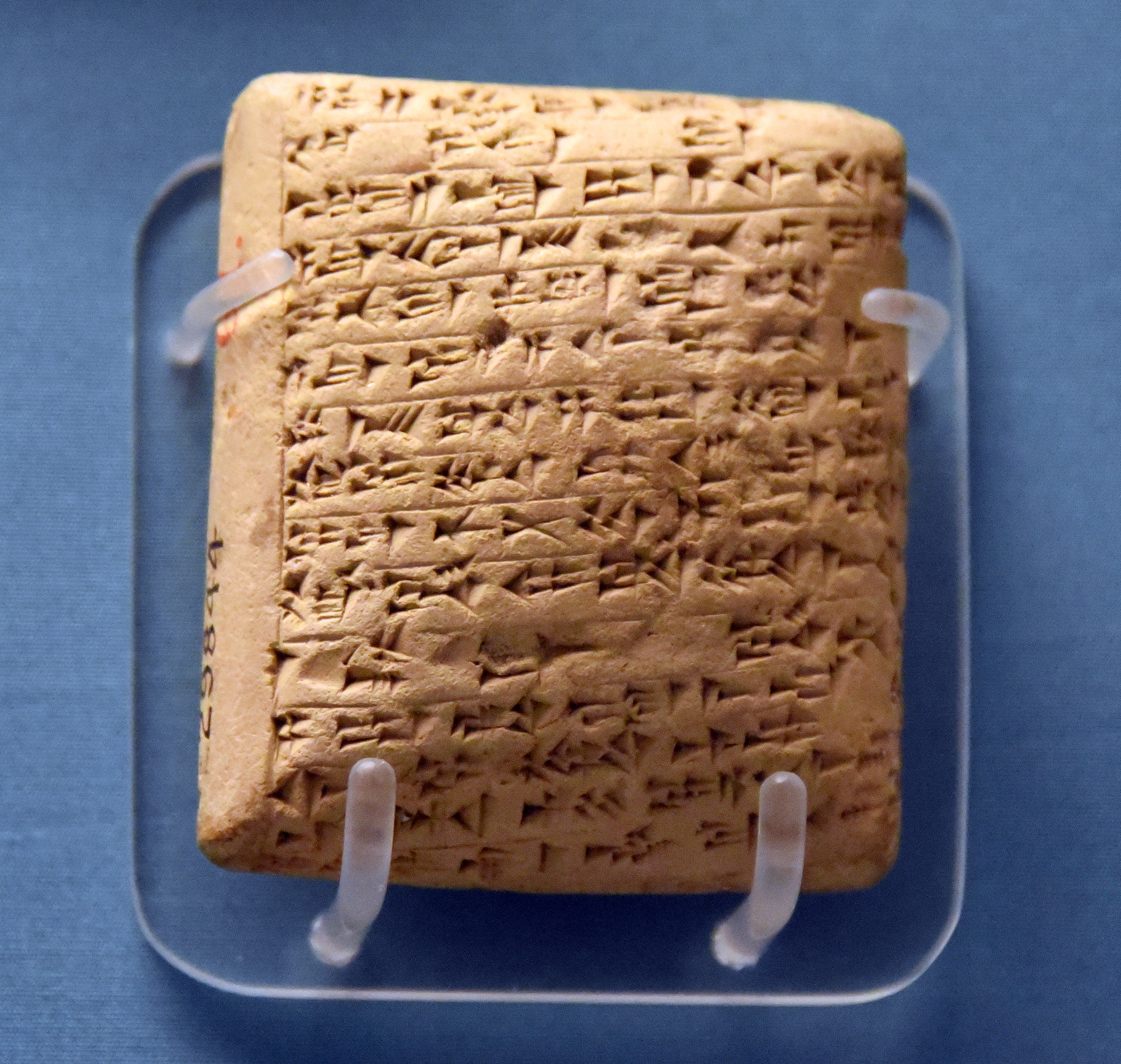
아마르나 문서 EA 252. 세겜의 통치자 라바야가 이집트 파라오 아멘호테프 3세 또는 그의 아들 아크나톤에게 보낸 편지다. 기원전 14세기. 이집트 텔 엘아마르나에서 발굴되어 대영박물관에 소장중이다.

기원전 1350년경의 아마르나 문서에서는 샤크무(즉, 세겜)가 하비루 용병을 모집했던 가나안 군벌인 라바야에 의해 개척된 왕국의 중심지로 언급되었다. 라바야는 세 통의 아마르나 문서(아마르나 문서 EA 252, 아마르나 문서 EA 253, 아마르나 문서 EA 254)를 작성했으며, 그의 이름은 나머지 382통의 문서 중 11통에서 28번 언급되는데, 문서의 기본 주제는 라바야 자신과 반란을 일으킨 시골 하비루들과의 관계였다.

#### 후기 청동기 IIB
세겜은 이집트 제19왕조(기원전 1200년경)의 기록에 언급된 사카마와 동일할 수도 있다. (아나스타시 파피루스 I 참조)

### 철기 시대

#### 철기 시대 II
철기 시대 II기 동안, 세겜은 북이스라엘 왕국에 속한 도시였다. 고고학자 윌리엄 G. 데버에 따르면, 기원전 9세기와 8세기 동안 추정 인구는 1,200명이었다.
바빌론 유수 동안, 유다 왕국에 남아있던 유다인들은 예루살렘 성전에 접근이 차단되자 제의를 유지하기 위해 세겜에 제단을 재건했다.

### 고전 고대

#### 헬레니즘 시대
헬레니즘 시대와 로마 시대 동안, 세겜은 사마리아인의 주요 정착지였으며, 그들의 종교 중심지는 도시 바로 바깥의 게리짐산에 있었다.

#### 로마 시대 - 유대 속주
서기 6년에 세겜은 로마 유대 속주에 병합되었다. 갈릴리 반란(서기 67년), 즉 제1차 유대-로마 전쟁의 일부였던 시기에 시켐의 사마리아인 중 적지 않은 수가 게리짐산에서 무장 봉기했다. 이 도시는 전쟁 중에 섹스투스 베툴레누스 세리알리스에 의해 파괴되었을 가능성이 매우 높다.
서기 72년에 베스파시아누스는 옛 도시 서쪽 2 킬로미터 (1.2 mi) 지점에 플라비아 네아폴리스라는 새로운 도시를 건설했다. 이 도시의 이름은 결국 현대의 나블루스로 변형되었다. 플라비우스 요세푸스는 서기 90년경에 쓴 글(유대 고대사 4.8.44)에서 이 도시를 게리짐산과 에발산 사이에 두었다. 다른 곳에서는 이를 네아폴리스라고 언급한다.
하드리아누스 황제 치세에, 게리짐산의 신전은 복원되어 유피테르에게 봉헌되었다.
세겜처럼 네아폴리스도 초기 기독교 공동체가 있었고, 초기 성인 유스티노 순교자도 여기 소속이었다. 심지어 네아폴리스의 주교들에 대한 언급도 있다. 여러 차례 기독교인들은 사마리아인들에게 심한 고통을 겪었다. 474년에 황제는 기독교인들이 사마리아인들의 부당한 공격이라고 여긴 것에 대한 복수로 사마리아인들에게서 게리짐산을 빼앗아 기독교인들에게 주었고, 그곳에 마리아에게 헌정된 교회를 지었다.

### 이후 역사
나블루스 시는 압바스 왕조와 오스만 제국 시대에 이슬람화되었다. 1903년 나블루스 근처에서 헤르만 티어쉬 박사가 이끄는 독일 고고학 발굴단이 텔 발라타라는 유적지를 우연히 발견했고, 현재 이곳은 고대 세겜으로 확인되었다. 나블루스는 현대 히브리어 화자들에게 여전히 세겜이라고 불리는데, 이는 원래 세겜 유적지가 현대 도시의 동쪽에 위치함에도 불구하고 그렇다.

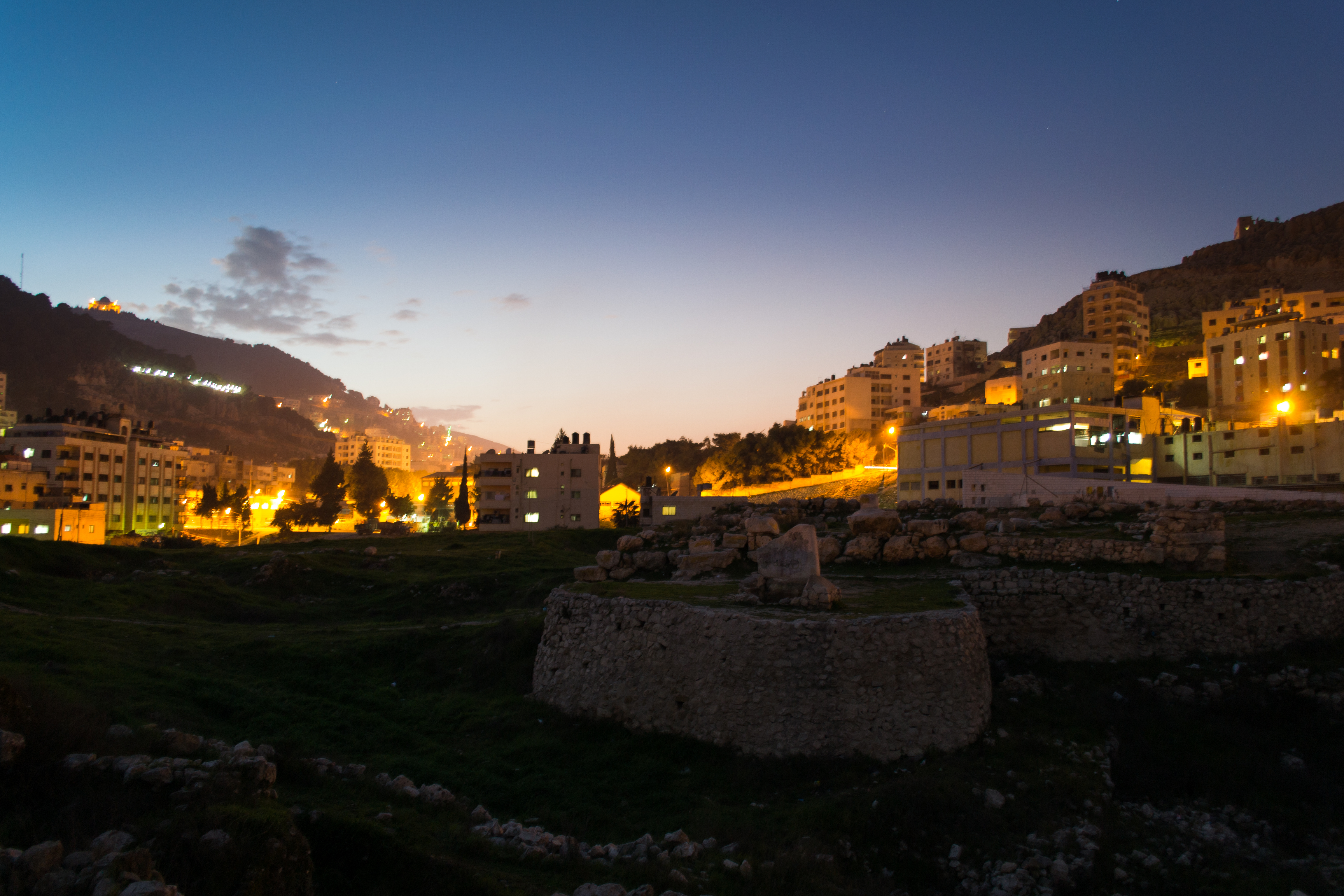
2013년 세겜

## 성경에서

### 구약성경

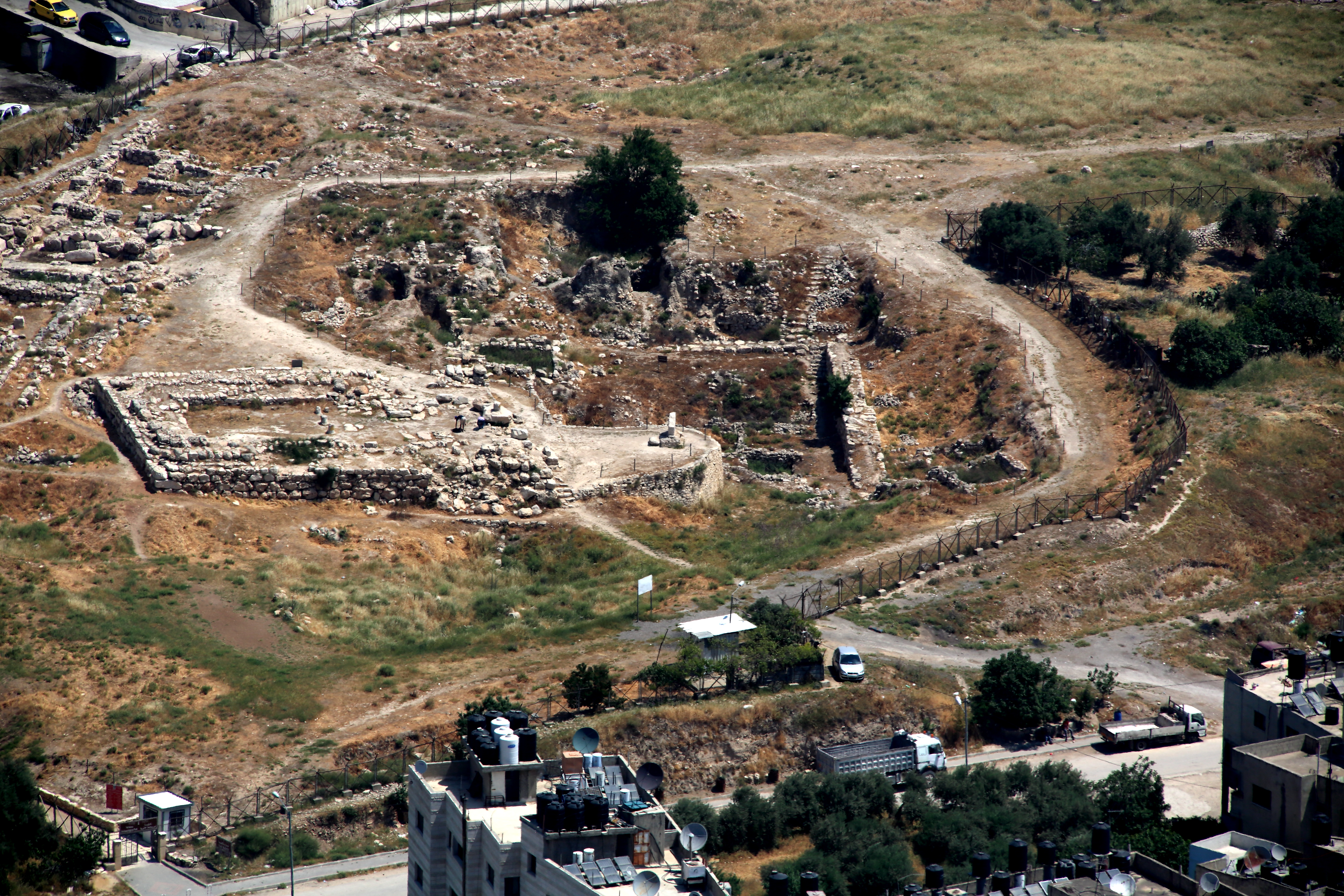
미츠페 요세프에서 본 세겜 옛 시가지

세겜은 창세기 12장 6~8절에 처음 등장하는데, 아브라함이 세겜의 "모레의 상수리나무"에 이르러 그 근처에서 희생 제물을 바쳤다고 기록되어 있다. 창세기, 신명기, 여호수아기, 판관기는 이스라엘 땅의 모든 도시들 중에서 세겜을 신성하게 여긴다. 창세기(12:6~7)는 아브람이 "자신에게 나타나... 그 땅을 그의 자손에게 주신 여호와께 제단을 쌓았다"고 기록되어 있다. 성경은 이때 야훼가 하란에서 아브라함과 처음 맺었던 언약, 즉 가나안 땅의 소유권에 대해 재확인했다고 말한다. 유대 전통에서 이 옛 이름은 히브리어 단어 shékém("어깨, 안부")과 관련하여 이 장소의 산악 지형을 나타내는 것으로 이해되었다.
이후 야곱의 두 아들 시므온과 레위는 여동생 디나가 세겜 땅의 "하몰의 아들 세겜, 그 땅의 왕자"에게 납치당하고 강간당한 것을 복수했다. 야곱의 아들들은 세겜 사람들에게 "너희 가운데 모든 남자가 할례를 받으면 우리가 너희에게 딸을 주고 너희 딸을 데려올 것이다"라고 말했다. 세겜 사람들이 대규모 할례에 동의하자, 요셉을 제외한 야곱의 아들들은 뒤이어 오는 고통을 이용해 시므온과 레위가 도시의 모든 남자들을 학살하고, 나머지는 그들의 보물을 약탈하고 여자들을 훔쳤다. 이로 인해 결국 시므온과 레위는 야곱의 신뢰를 배신하고, 순진한 사람들을 해치고, 종교 의식을 남용하며, 이웃 민족의 분노로부터 그들의 지파를 위험에 빠뜨린 죄로 인해 야곱의 축복을 받지 못하게 된다.
성경에 따르면, 출애굽 이후 이스라엘 민족이 가나안에 정착한 후 여호수아는 세겜에서 이스라엘 백성을 모아 그들을 이집트에서 구원하신 아브라함의 야훼를 섬길 것인지, 아니면 유프라테스강 건너편에서 그들의 조상이 섬기던 거짓 신들이나 그들이 지금 살고 있는 아모리인의 신들을 섬길 것인지 선택하라고 요구했다. 백성들은 성경의 야훼를 섬기기로 선택했고, 여호수아는 이 결정을 하나님의 율법책에 기록한 다음, 세겜에 "상수리나무 아래" 기념비를 세웠다. 이 상수리나무는 아브람이 이 지역을 여행하는 동안 진을 쳤던 모레의 상수리나무와 관련이 있다.
세겜과 그 주변 땅은 고핫 자손에게 레위인 도시로 주어졌다.
중앙에 위치한 덕분에 아브라함의 기억이 깃든 장소, 야곱의 우물, 그리고 요셉의 무덤이 근처에 존재하여 이 도시는 이스라엘 역사에서 중요한 역할을 하게 되었다. 여룹바알(기드온)은 오프라에 집이 있었는데, 세겜을 방문했고 그곳에 살던 그의 첩은 아들 아비멜렉의 어머니였다. 그녀는 "세겜의 지도자들"에게 영향력이 있었던 주요 세겜 가문 출신이었다.
기드온이 죽은 후, 아비멜렉은 왕이 되었다. 기드온의 막내아들 요담은 게리짐산에서 우화적인 연설을 통해 세겜 백성에게 아비멜렉의 미래 폭정을 경고했다. 3년 후 도시가 반란을 일으키자 아비멜렉은 도시를 점령하고 완전히 파괴했으며, 사람들이 피난처로 삼았던 바알브릿 신전을 불태웠다. 이 도시는 기원전 10세기에 재건되었고, 아마도 에브라임 지파의 수도였을 것이다. 세겜은 솔로몬이 죽은 후 이스라엘 백성들이 모여 그의 아들 르호보암을 왕으로 추대하기 위해 지정된 장소였다. 이 모임은 북부 10지파의 분열로 끝났고, 여로보암이 요새화한 세겜은 새로운 왕국의 수도가 되었다.
이스라엘의 왕들이 디르사로, 나중에는 사마리아로 수도를 옮긴 후 세겜은 이전과 같이 중요하게 여겨지지는 않았다. 세겜은 예루살렘의 함락(기원전 587년; 예레미야서 12:5) 이후에야 다시 언급된다. 복원과 관련된 사건들은 세겜을 다시 부각시켰다. 느헤미야가 두 번째 예루살렘 방문 때 대제사장 엘리아십의 손자(아마도 요세푸스의 유대 고대사 XI, vii, viii에 나오는 므낫세)와 함께 반역자 편에 섰던 많은 유대인, 제사장과 평민을 추방했을 때, 이들은 세겜으로 갔다. 그 후 게리짐산에 분파적인 성전이 세워졌고, 이로써 세겜은 사마리아인의 "성스러운 도시"가 되었다. 정통 유대인들이 안티오코스 4세의 압제에 시달리는 동안 방해받지 않았던 사마리아인들은 예루살렘에서 온 모든 배교자들을 두 팔 벌려 환영했고, 기원전 128년경 요한 히르카노스에게 함락되어 그들의 성전은 파괴되었다.
로마 가톨릭, 동방 정교회 및 다른 기독교 교회에서 경전으로 간주되는 유딧기는 "베툴리아"라는 도시를 배경으로 한다. 베툴리아라는 도시가 존재하지 않기 때문에, 이것이 다른 도시의 가명으로 널리 추정된다. 가장 일반적인 이론은 책에 묘사된 지리에 따라 베툴리아가 실제로는 세겜이라는 것이다. 유대 백과사전은 세겜이 베툴리아의 위치에 대한 모든 조건을 충족하는 유일한 도시라고까지 주장하며, "베툴리아와 세겜의 동일성은 의심할 여지가 없다"고 단언했다.

### 신약
세겜은 사도행전에 언급되어 있다.
요한의 복음서에 나오는 사마리아인의 도시 '시카르'(고대 그리스어: Συχάρ Sykhár[*])가 세겜을 가리키는지 아니면 인근의 다른 마을을 가리키는지는 알려져 있지 않다. "그래서 그가 사마리아의 한 도시에 이르렀는데, 그 이름은 시카르였다. 요셉에게 야곱이 주었던 땅에서 멀지 않은 곳이었다."
요한복음 4장에서는 시카르의 여인 중 한 명이 야곱의 우물로 가는 것을 언급한다. 일부 학자들은 시카르의 위치가 에발산 기슭이라고 생각하지만, 다른 학자들은 제안된 위치가 야곱의 우물에서 1 km (0.62 mi) 떨어져 있어 시카르의 여인들이 그곳에서 물을 길어왔다고 보기에 충분히 가깝지 않다고 주장하며 반대한다. 요한복음 4장 15절에 근거하여 이 학자들은 세겜이 요한 복음에 묘사된 사마리아 도시 시카르라고 주장했다.
시카르 주민들 중 일부는 사마리아인이었는데, 그들은 예수가 그 지역에서 이틀을 머무는 동안 그를 믿었다. 시카르와/또는 세겜 도시는 사도들이 사마리아에서 예루살렘으로 가는 길에 방문했을 것이다.

## 구별
- 시켐은 지켐의 옛 표기로, 성경 속 시켐의 이름을 따서 명명된 플랑드르 지자체였으나, 현재는 스헤르펜회벌-지켐으로 통합되었다.
- 세켐은 이집트의 바이오다이나믹 농업 원리를 중심으로 하는 인지학 및 이슬람교 재단이자 농촌 마을이다. 이 이름은 세겜과 고대 이집트 상형문자 '세켐'('활력' 또는 '생명'을 의미)을 가리킨다.

## 같이 보기
- 성서고고학
- 북이스라엘 왕국

## 참고 문헌
- Cornel Heinsdorff: "Christus, Nikodemus und die Samaritanerin am Jakobsbrunnen", Berlin/New York 2003, 218–220, ISBN 3-11-017851-6
- 스테이거, 로렌스 (2003). 《아비멜렉이 천 명을 학살한 세겜 성전》. 《성서고고학 평론》 29:4. 26–35, 66, 68–69쪽.